# Gianfrancesco Malfatti
Gianfrancesco (Giovanni Francesco) Malfatti, född 26 september 1731 i Ala, Trentino, Italien, död 9 oktober 1807 i Ferrara, var en italiensk matematiker, som var professor i matematik i Ferrara. Han framställde för första gången ett för femtegradsekvationens lösning viktigt resultat och lyckades även finna klasser av dylika ekvationer, som kunna lösas med radikaler.

## Biografi
Malfatti studerade vid College of San Francesco Saverio i Bologna där hans mentorer var Vincenzo Riccati, F.M. Zanotti och Gabriele Manfredi. Han flyttade till Ferrara 1754 och blev professor vid universitetet i Ferrara när det återupprättades 1771. År 1782 var han en av grundarna av Societa Italiana delle Scienze, som senare blev Accademia nazionale delle scienze detta dei XL. 

## Vetenskapligt arbete

Malfatti cirklar.

År 1803 analyserade Malfatti problemet med att skära tre cirkulära kolonner ur ett triangulärt marmorblock, med så liten förlust av marmorn som möjligt, och förmodade att tre ömsesidiga tangentcirklar inskrivna i triangeln skulle ge den optimala lösningen. Dessa tangentcirklar är nu kända som Malfatti cirklar efter hans arbete, trots tidigare arbeten av den japanska matematikern Ajima Naonobu och av Malfattis landsman Gilio di Cecco da Montepulciano arbetat på samma problem och trots det faktum att gissningen senare visade sig vara falsk. Flera triangelcentrer härledda från dessa cirklar namnges också efter både Ajima och Malfatti.

Lemniskatans gravitationsegenskaper

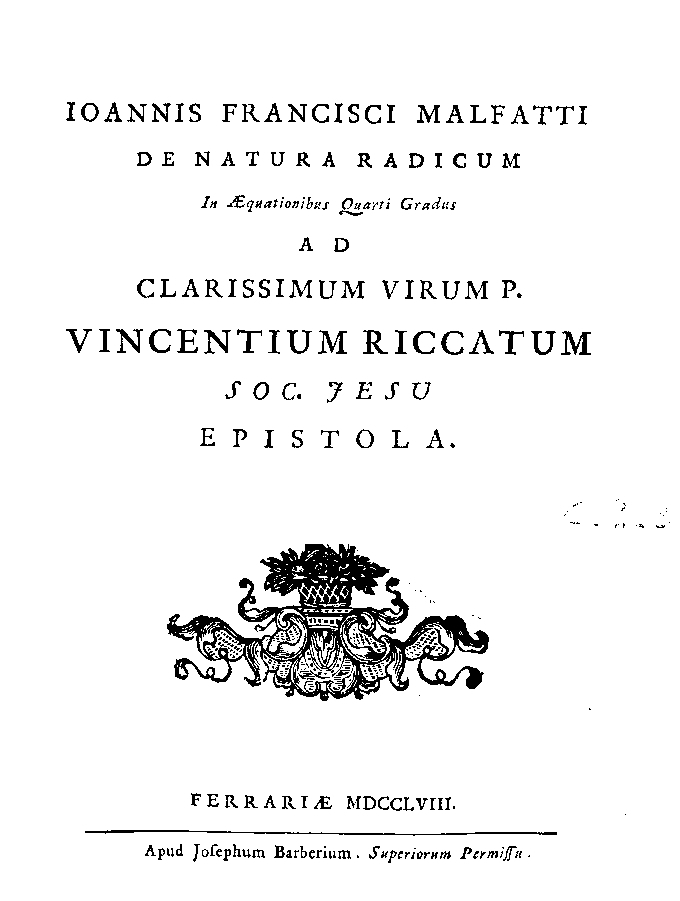
De natura radicum in aequationibus quarti gradus, 1758

Ytterligare ämnen för Malfattis forskning gällde kvintekvationer och egenskapen hos Bernoullis lemniskata av en boll som rullar ner för en båge av lemniskatan, under påverkan av gravitation, kommer att ta samma tid att korsa den som en boll som rullar ner längs ett rakt linjesegment som förbinder bågens ändpunkter. 

## Publikationer (urval)
- Malfatti, Gianfrancesco (1803), ”Memoria sopra un problema stereotomico”, Memorie di matematica e di fisica della Società Italiana delle Scienze 10:  235–244, https://archive.org/stream/memoriedimatemat10soci#page/234/mode/2up.